# Pfarrkirche St. Georgen an der Leys

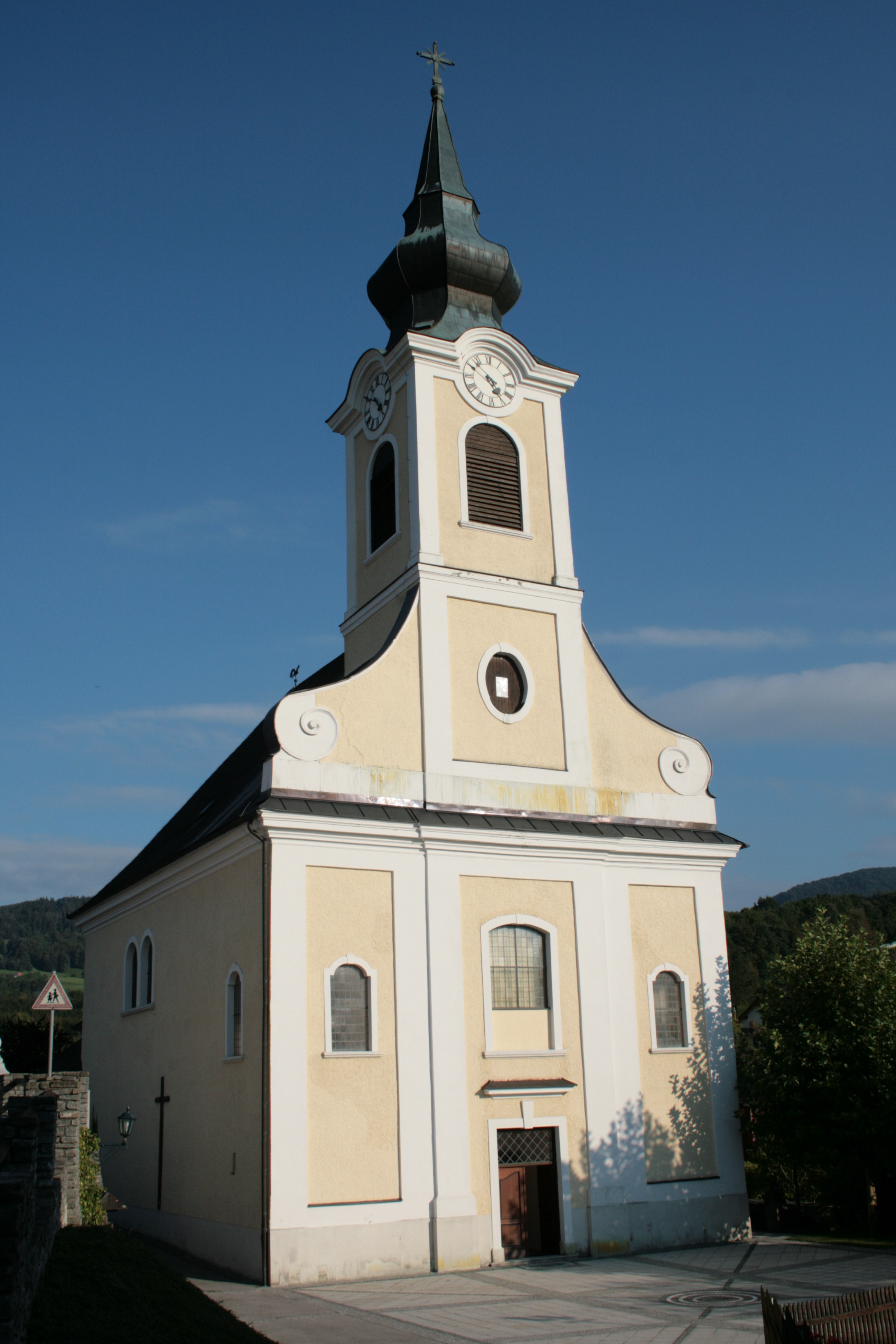
Katholische Pfarrkirche Hll. Georg und Gregor der Große in St. Georgen an der Leys

Die römisch-katholische Pfarrkirche St. Georgen an der Leys steht auf einem Plateau am Abhang zum Bründlbach der Gemeinde St. Georgen an der Leys im Bezirk Scheibbs in Niederösterreich. Die dem Patrozinium der Heiligen Georg und Gregor der Große unterstellte Pfarrkirche gehört zum Dekanat Scheibbs in der Diözese St. Pölten. Die Kirche steht unter Denkmalschutz (Listeneintrag).

## Geschichte
Im Jahr 1352 wurde eine Bründlkapelle als Filiale der Pfarrkirche St. Leonhard am Forst unter dem Patronat der Kartause Mauerbach erbaut. Später gehörte die Kapelle zur Pfarrkirche Oberndorf an der Melk. Im Jahr 1758 wurde die Errichtung einer Pfarre geplant und ein Kirchenneubau teils unter Einbeziehung des Vorgängerbaus begonnen und bis 1762 vollendet. Ab 1780 war die Pfarre selbständig. Eine Restaurierung der Kirche erfolgte 1955/1956.

## Architektur
Der spätbarocke Zentralbau mit einem Westturm und einem eingezogenen frühbarocken Ostchor hat Anbauten.
Die Kirche hat Fassaden mit Rieselputz und einen originalen Dachstuhl. Das Langhaus von 1758 bis 1962 hat ein Halbwalmdach und Wandöffnungen mit Steingewänden, im Norden und Süden rundbogige Biforenfenster und Halbpassfenster und im Süden ein Oberlichtportal. Die dreiachsige Westfront als Einturmfassade hat eine Lisenengliederung, ein gebälkbekröntes Oberlichtportal unter einem Stichbogenfenster zwischen Halbpassfenstern, über dem profilierten Hauptgebälk befindet sich ein Volutengiebel mit einem Ovalfenster, darüber der Turm mit rundbogigen Schallfenstern, Uhrengiebel und einer stark gespitzten 1975 erneuerten Zwiebelhaube. Der frühbarocke Chor, im Kern älter, ist niedriger und hat ein Halbwalmdach und Lünettenfenster mit Steckgittern. Im nördlichen Chorfenster steht ein Sakristeianbau unter einem Schleppdach von 1758 bis 1762, ebendort befindet sich eine Maria-Lourdes-Grotte von 1904. Im Osten des Chores steht ein niedriger einachsiger Anbau unter einem Satteldach, mit einem schlichten Portal und Lünettenfenster.
Das Langhaus als schlichter spätbarocker Zentralraum über fast quadratischem Grundriss mit ausgerundeten Ecken hat eine Ovalkuppel und extrem seichte Kreuzarme innerhalb des Mauerwerks, die konkaven Wandflächen werden von einem Gebälk abgeschlossen. Im Westen befindet sich in der Westfront eine eingezogene querrechteckige Vorhalle unter einer Stichkappentonne und schlichten Steingewändeportalen, nördlich befindet sich in der Westfront ein Spindeltreppenaufgang und südlich ein Vorraum. Über der Vorhalle befindet sich eine vorschwingende platzlunterwölbte Empore mit einer gemauerten Brüstung mit Putzdekor. Der Chor aus der Mitte des 17. Jahrhunderts hat ein zweijochiges stuckleistengerahmtes Kreuzgratgewölbe, östlich auf Lisenen und sonst konsollos anlaufend. Das Nordportal mit einem schlichten Steingewände führt in die flachgedeckte Sakristei von 1758 bis 1762. In der Arkadennische der geraden Ostwand des Chores befindet sich ein Durchgang zum Hinterraum.

## Ausstattung
Die Wandmalerei in barocken Formen ist in der Kuppel mit dem Maler Franz Pitza 1955 bezeichnet, die Kuppel zeigt eine illusionistische Himmelöffnung mit der Heiligen Trinität mit den Heiligen Maria, Michael und den Vierzehn Nothelfer und an den Kreuzarmzwickeln die Vier Evangelisten.
Die Glasmalerei schuf Geyling in Wien, im Langhaus links Herz Jesu und Herz Maria, im Langhaus rechts die Heiligen Theresia von Avila und Michael von 1907 sowie im Chor um 1900/1910 links den hl. Georg und rechts die Heiligen Leonhard und Anna.

## Einrichtung
Der Hochaltar als frühbarockes Säulenretabel mit reichem Knorpelwerk entstand im dritten Viertel des 17. Jahrhunderts, er zeigt das Altarblatt des hl. Georg zwischen den Statuen der Heiligen Gregor der Große und Bruno, der Auszug zeigt das Leinwandtondo Heiliger Wandel, dazwischen eine Wappenkartusche der Kartause Mauerbach. Der neobarocke Tabernakel entstand in der zweiten Hälfte des 19. Jahrhunderts. Der Volksaltar von 1976 und der Amob von 1981 wurden von der Künstlerin Ingeborg Naske floral bemalt.
Der Seitenaltar als neobarockes Säulenretabel von 1882 trägt eine spätgotische barock ergänzte Statue Madonna um 1460/1670 und das Bild Gnadenstuhl aus der zweiten Hälfte des 18. Jahrhunderts, anstatt eines Tabernakel trägt der Altar eine Heilig-Grab-Skulptur von Josef Schagerl aus dem ersten Viertel des 20. Jahrhunderts. Die Kanzel aus dem dritten Viertel des 18. Jahrhunderts zeigt ein Relief des hl. Georg zwischen Puttenstatuetten, der Schalldeckel trägt die Statue Guter Hirte.
Die Orgel baute Orgelbau Krenn 1982. Die Turmuhr baute Wilhelm Stiehl 1878. 

## Grabdenkmäler
Außen
- Im südlichen Chorwinkel befinden sich einige Grabplatten aus dem 19. Jahrhundert.
- Das Kriegerdenkmal östlich der Kirche mit einer Ziegelmauer mit einer vorgestellten Ädikula und einem Adleraufsatz entstand 1961.